# El Centro (periódico)
El Centro fue un periódico chileno de carácter local, editado en la ciudad de Talca, capital de la Región del Maule. La publicación fue miembro de la Asociación Nacional de la Prensa.

## Historia
El periódico fue fundado el 15 de mayo de 1989 por la familia Aldana Norambuena, antiguos empresarios de imprenta de la ciudad, fue competidor y posterior reemplazante del también desaparecido diario La Mañana de Talca, el cual funcionó hasta 1996. Desde sus inicios informó a la población de la zona acerca de los principales acontecimientos noticiosos.
Estuvo presente en las 4 capitales de la región: Talca, Curicó, Linares y Cauquenes. Fue de los pocos diarios regionales que supo mantenerse en el tiempo sin pertenecer a ninguno de los grandes consorcios periodísticos de Chile: Copesa y El Mercurio, quienes manejan periódicos en ciudades como Arica, Antofagasta, Valparaíso, Concepción y Temuco por mencionar algunas.

## Ediciones Extraordinarias
El 11 de septiembre de 2001, el matutino sacó una edición vespertina por causa de los Atentados a las Torres Gemelas ocurridos en Nueva York, Estados Unidos ese día.  La frase que titulaba la portada era: '"¡TERROR MUNDIAL!"'.
Casi 9 años más tarde, y tras el terremoto del 27 de febrero de 2010, la edición de ese día sábado no circuló, por lo que El Centro publicó diversas ediciones extraordinarias (la primera el día domingo 28), todas destinadas a informar a la población regional sobre los daños y consecuencia del movimiento telúrico.

## Decadencia y Cierre
La pandemia de Covid-19 que azotó al país y al planeta en 2020, produjo serios problemas económicos al periódico, lo que provocó que luego de 31 años de circulación, la empresa se declarase en quiebra y por consiguiente se decidiera el cierre del periódico, siendo la edición correspondiente al martes 25 de agosto de 2020 la última en circular. Dicha decisión fue comunicada por su director Hernán Espinoza Jara, quien trabajaba en el medio desde 1995. Tras el cierre, Espinoza creó un nuevo tabloide, llamado Diario Talca. 
La quiebra del periódico, también hizo caer en bancarrota a su empresa hermana, Impresora Gutemberg, ese mismo año.
El 4 de mayo de 2021 fallece su fundador César Aldana Norambuena.

## Regreso virtual por parte de nuevos propietarios
En 2022, dos años después del cierre del primer periódico, se crea en la misma ciudad de Talca un semanario con el mismo nombre y similar identidad corporativa, quien a su vez adquiere el dominio web, pero sin relación alguna con el antiguo medio de comunicación. Sin embargo, muchos Curicanos, Talquinos, Linarenses y Cauqueninos lo toman como un "regreso digital" del desaparecido periódico de papel.

## Dependencias
Desde su fundación en 1989 y hasta 2006, las oficinas centrales del diario funcionaron en calle 3 Oriente 798 esquina 4 Sur, en pleno centro de Talca, posteriormente se trasladaron a su última ubicación en Avenida Lircay 3030 esquina 19 Norte, camino a la salida norte de la ciudad, justo al costado del Instituto de Rehabilitación Infantil Teletón, del Campus Lircay de la Universidad de Talca y frente al parque Cementerio Las Rosas. Sin embargo la impresora del diario funcionaba en la intersección de 1 Norte con 4 Oriente, casi enfrente del Mercado Central talquino, pero los daños que le causó el terremoto del 27 de febrero de 2010 al inmueble, provocaron que estas dependencias fueran trasladadas también a la casa matriz de la empresa periodística que administraba el matutino.
Posterior al cierre del periódico, precisamente la Universidad de Talca, debido a la mencionada proximidad de uno de sus campus en uno de los terrenos contiguos, adquirió el inmueble de Avenida Lircay para extender sus dependencias.

## Eslóganes
- 1989-1998: Diario El Centro: "Equilibrio de Verdad"
- 1998-2013: Diario El Centro: "¡Nuestro Gran Diario!"